# Monties
Monties (gaskognisch Montias) ist eine französische Gemeinde mit 82 Einwohnern (Stand 1. Januar 2022) im Département Gers in der Region Okzitanien (bis 2015 Midi-Pyrénées); sie gehört zum Arrondissement Mirande und zum Gemeindeverband Val de Gers. Die Bewohner nennen sich Montisois/Montisoises.

## Geografie
Monties liegt rund 26 Kilometer südöstlich von Mirande und 30 Kilometer südsüdöstlich von Auch ganz im Süden des Départements Gers. Die Gemeinde besteht aus Weilern, zahlreichen Streusiedlungen und Einzelgehöften.
Nachbargemeinden sind Meilhan im Norden, Gaujan im Nordosten, Monbardon im Osten und Südosten, Cap d’Astarac im Süden, Aussos im Südwesten und Westen sowie Sère im Westen und Nordwesten.

## Bevölkerungsentwicklung
| Jahr                       | 1793 | 1821 | 1962 | 1968 | 1975 | 1982 | 1990 | 1999 | 2006 | 2011 | 2016 |
| Einwohner                  | 247  | 232  | 139  | 115  | 102  | 103  | 102  | 108  | 80   | 73   | 76   |
| Quellen: Cassini und INSEE |      |      |      |      |      |      |      |      |      |      |      |